# Walter Benninghaus
Walter Benninghaus (* 25. Januar 1898 in Kierspe, Kreis Altena; † 19. April 1947 in Krefeld) war ein deutscher Gewerkschafter und Politiker (SPD).

## Leben und Wirken
Benninghaus arbeitete nach dem Ersten Weltkrieg als Werkzeug- und Maschinenschlosser bei der Deutschen Reichsbahn. 1916 trat er in den Deutschen Metallarbeiter-Verband ein, später wechselte er zur Eisenbahnergewerkschaft. 1917 wurde er Mitglied der Sozialdemokratischen Partei Deutschlands (SPD).
Sein erstes politisches Amt bekleidete Benninghaus von 1924 bis 1930 als Mitglied der Stadtverordnetenversammlung von Gummersbach. Von 1931 bis Mai 1933 arbeitete er als Sekretär des Einheitsverbandes der Eisenbahner Deutschlands in Düsseldorf. Daneben war er journalistisch tätig.
Im März 1937 ging Benninghaus als Emigrant in die Niederlande. Nach seiner Ausweisung aus diesem Land ließ er sich in Belgien nieder. Dort arbeitete er in der Gruppe der Internationalen Transportarbeiter Organisation (ITF) in Antwerpen mit. Insbesondere war er damit beauftragt, antifaschistische Propaganda unter deutschen Seeleuten und Flussschiffern zu verteilen. Daneben sammelte er Material für die vom Vorstand der Exil-SPD herausgegebenen Deutschland-Berichte.
Von den nationalsozialistischen Polizeiorganen wurde Benninghaus nach seiner Emigration als Staatsfeind eingestuft: Im April 1939 wurde er in Deutschland ausgebürgert und seine Ausbürgerung im Reichsanzeiger bekannt gegeben. Im Frühjahr 1940 setzte ihn das Reichssicherheitshauptamt in Berlin – das seinen Aufenthaltsort irrtümlich in Großbritannien vermutete – auf die Sonderfahndungsliste G.B., ein Verzeichnis von Personen, die im Falle einer erfolgreichen Invasion und Besetzung der britischen Inseln durch die Wehrmacht von den Besatzungstruppen nachfolgenden Sonderkommandos der SS mit besonderer Priorität ausfindig gemacht und verhaftet werden sollten.
Benninghaus beteiligte sich in Antwerpen im Auftrag des britischen Geheimdienstes an Spionagetätigkeiten. Er arbeitete dabei eng mit Hans Eckart zusammen. Im Auftrag der Briten verübten Benninghaus und Eckart im Mai 1940 einen Anschlag mit einem Brandsatz auf ein deutsches Schiff in Antwerpen. Der Schaden, den der Brandanschlag verursacht haben soll, blieb jedoch gering.
Nach der deutschen Besetzung Frankreichs im Frühsommer 1940 wurde Benninghaus im Camp de Gurs interniert. Seinem Gesinnungsfreund Stefan Appelius Heine gelang es schließlich, ihn mit 5000 Francs freizukaufen. Als er anschließend – wohl auf dem Weg nach Portugal – die spanische Grenze überschritt, wurde er dort festgenommen. Im September 1943 wurde er aus dem spanischen Gefängnis befreit und gelangte von dort schließlich nach Lissabon.
Im Oktober 1944 ging Benninghaus nach Großbritannien, wo er bis November gleichen Jahres interniert wurde. Anschließend war er in der ITF-Zentrale in Kempton tätig.
Nach dem Krieg war Benninghaus ÖTV-Sekretär in Krefeld. Er starb 1947 bei einem schweren Verkehrsunfall, bei dem auch Michael Rott und Franz Sinzig ums Leben kamen.

## Familie
Benninghaus war mit Hulda Clemens (* 1895) verheiratet. Sie hatten einen Sohn, Karl (* 1920).